# Fokstierstal

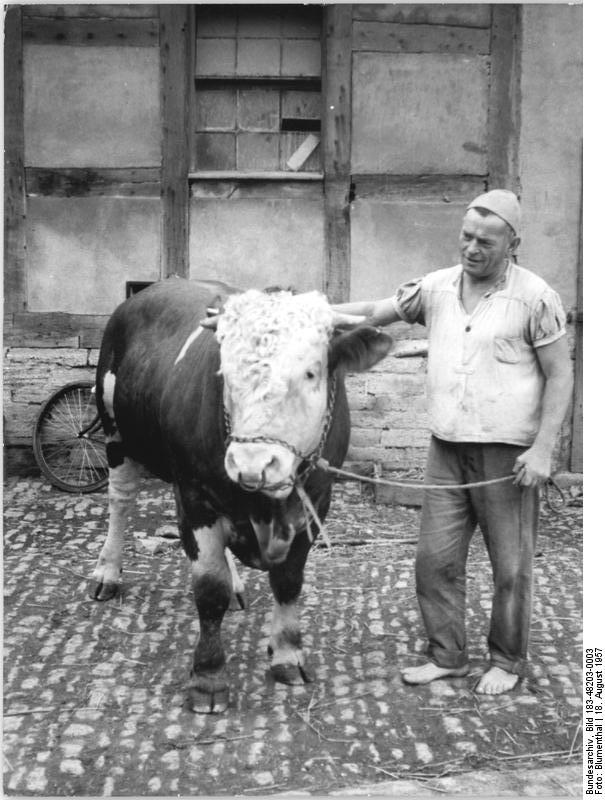
Fokstier in de DRR, 1956

In een fokstierstal staan de stieren die als fokstier worden ingezet. Deze stieren moeten ook met enige regelmaat springen. Dit gebeurt dan ook op deze bedrijven. Vaak vindt ook de verdere verwerking van sperma voor kunstmatige inseminatie hier plaats.
De stieren die hier staan worden vaak gecontroleerd op dierziekten. Want sperma mag alleen worden vrijgegeven als de fokkerijorganisatie ervoor instaat dat het sperma geen ziektekiemen bevat. Deze stieren zijn veel geld waard en er wordt daarom goed voor gezorgd. Ook een (stieren)chiropractor in laten vliegen zodat een stier weer zorgeloos en zonder rugpijn kan springen wordt niet geschuwd.

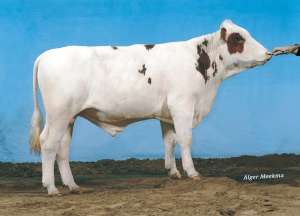
Nederlandse MRIJ-fokstier
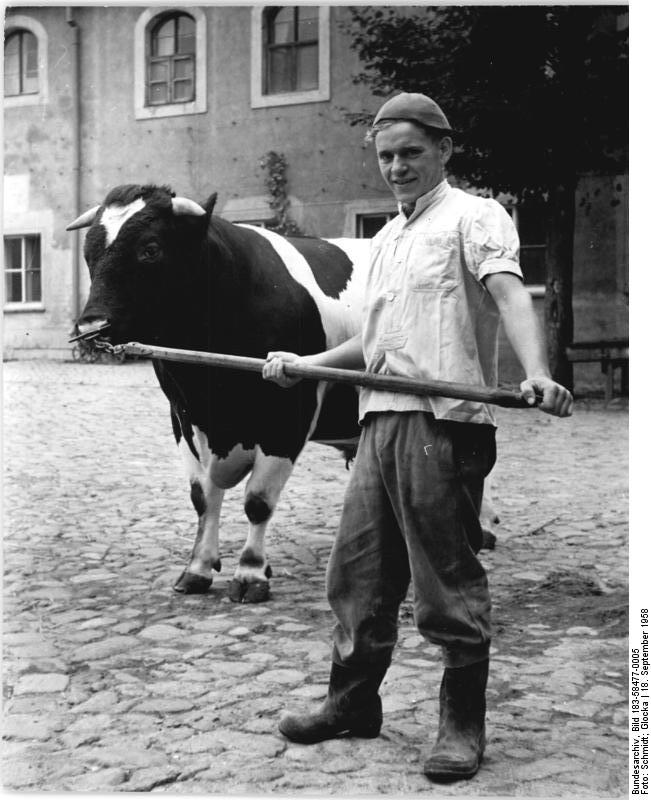
Boer met fokstier in 1958